# Fallpauschale und Sonderentgelt
Die Fallpauschale ist eine Form der Vergütung von Leistungen im Gesundheitssystem. Im Gegensatz zu zeitraumbezogenen Vergütungsformen (wie tagesgleiche Pflegesätze) oder einer Vergütung einzelner Leistungen (Einzelleistungsvergütung) erfolgt bei Fallpauschalen die Vergütung medizinischer Leistungen pro Behandlungsfall.
Das Verfahren wird international in vielen Ländern benutzt. Ziel des Verfahrens ist es, die Kosten im Gesundheitswesen insgesamt zu begrenzen. Es hat allerdings eine Vielzahl negativer Auswirkungen und wird deswegen heftig kritisiert. Im Juli 2023 einigten sich in Deutschland Bund und Länder auf die Abschaffung des Systems.
Seit 2004 sind durch Änderung der gesetzlichen Grundlagen die Fallpauschalen systematisiert nach dem Klassifizierungssystem German Diagnosis Related Groups (G-DRG), das wiederum auf die Klassifikation ICD-10-GM Bezug nimmt. Gesetzliche Grundlage ist § 85 SGB V.
In Deutschland gilt jeweils eine Fallpauschalenvereinbarung (FPV 2014). Sie wird zwischen dem GKV-Spitzenverband, Berlin, und dem Verband der privaten Krankenversicherung, Köln, gemeinsam und einheitlich sowie der Deutschen Krankenhausgesellschaft abgeschlossen. Hierzu gehört ein Fallpauschalen-Katalog.

## Geschichte
Die Bundespflegesatzverordnung wurde 1954 eingeführt. Das 1972 im Krankenhausfinanzierungsgesetz (KHG) gesetzlich verankerte duale Finanzierungssystem verbesserte den Krankenhäusern die wirtschaftliche Sicherung durch kostendeckende Pflegesätze für erbrachte Krankenhausleistungen. Dazu trug auch die Bundespflegesatzverordnung von 1974 bei. Die 1986 in Kraft getretene novellierte Bundespflegesatzverordnung schuf mehr Transparenz hinsichtlich der Kosten und der leistungsorientierten Vergütungssysteme.
Ziel des 1992 verabschiedeten Gesundheitsstrukturgesetzes (GSG) war, das seit 1972 geltende Kostendeckungsprinzip durch ein leistungsorientiertes Vergütungssystem abzulösen. Durch den Wegfall des Selbstkostendeckungsgrundsatzes wurde die Anbindung der Krankenhausbudgets an die Steigerung der Einnahmen der Kassen gekoppelt und Sonderentgelte und Fallpauschalen anstelle des tagesgleichen Pflegesatzes eingeführt.
Von 1996 bis 2004 wurden in Deutschland Fallpauschalen zur Vergütung einzelner definierter medizinischer Leistungskomplexe – beispielsweise Leisten-, Gallen-, Blinddarmoperation – in Krankenhäusern angewendet. Eine Fallpauschale definierte sich dabei über die nach ICD-10-GM verschlüsselte Diagnose und die nach der Internationalen Klassifikation der Prozeduren in der Medizin (ICPM, beziehungsweise in Deutschland Operationsschlüssel nach § 301 SGB V (OPS-301), inzwischen ersetzt durch OPS-2008) verschlüsselte Leistung (Prozedur). Entsprachen Hauptdiagnose und Prozedur der Fallpauschalendefinition, so wurde diese anstatt der Pflegesätze abgerechnet.
Neben den Fallpauschalen gab es Sonderentgelte, die zum Teil für die gleichen Leistungen definiert waren, jedoch nur dann zur Abrechnung kamen, wenn zwar die entsprechende Prozedur verschlüsselt wurde, die für die Fallpauschale erforderliche Diagnose jedoch nicht der Hauptdiagnose entsprach. Weitere Sonderentgelte waren für bestimmte, zum Teil besonders aufwändige Operationen, beispielsweise große Lungen- oder Bauchoperationen, vorgesehen. Die Sonderentgelte wurden neben Pflegesätzen abgerechnet. Mit der ab 2003 optionalen und ab 2004 verpflichtenden Einführung des DRG-Systems erfolgt eine Ausweitung der pauschalierten Abrechnung auf fast alle ambulanten und teilweise oder vollständig stationären Krankenhausbehandlungen mit Ausnahme der Psychiatrie.

### Reform
Bereits 2014 machte eine Kommission aus Experten von Bund und Ländern eine Reihe von Verbesserungsvorschlägen. Bei Hüft- und Knieoperationen lag Deutschland 2010 mit 286 bzw. 207 Eingriffen je 100.000 Einwohner im Spitzenfeld nach der Schweiz, Österreich und den USA. Im Durchschnitt der Industrieländer wird nur halb so oft operiert. Kassen soll es künftig erlaubt sein, für besonders häufige Operationen Verträge mit ausgesuchten Kliniken abzuschließen. Um unnötige Operationen zu vermeiden, soll das Einholen einer Zweitmeinung verpflichtend gemacht werden.
Nach Daten des wissenschaftlichen Instituts der AOK traten 2013 in den schlechtesten Kliniken Komplikationen in 7,88 Prozent der Fälle auf, während der Wert in den besten Häusern nur bei 3,23 Prozent lag. Der Chef der privaten Krankenhauskette Schön Klinik, Mate Ivančić, forderte daher Zu- und Abschläge für Krankenhäuser mit über- beziehungsweise unterdurchschnittlicher Qualität.
Der Bundesrechnungshof kam 2020 in einem Bericht zu dem Ergebnis, dass die Länder ihre Investitionsverpflichtung bei der Krankenhausfinanzierung „seit Jahren nur unzureichend“ erfüllen. Bayern etwa gehört mit einer Förderquote von rund 60 Prozent zu den Spitzenreitern. Die Bundesärztekammer fordert daher eine Neuplanung der Krankenhausverteilung im städtischen und ländlichen Raum. Mit bis zu einer Milliarde Euro sollen überflüssige Abteilungen oder ganze Kliniken geschlossen werden. Die Hälfte des Geldes sollen die Krankenkassen stellen, die andere Hälfte die Länder.
Eine Studie der gewerkschaftsnahen Hans-Böckler-Stiftung von 2020 bemängelt den Stellenabbau von 100.000 Pflegekräften zwischen 2002 und 2017, um die Kosten der stationären Versorgung bei 2,6 und 2,7 Prozent des Bruttoinlandsprodukts konstant halten zu können. Ärztevertreter fordern daher eine Vorhaltekomponente im Fallpauschalensystem und eine Ambulantisierung stationärer Leistungen.

## Berechnung
Die Berechnung erfolgt anhand eines Fallpauschalensystems, das einen Fall in diagnosebezogene Fallgruppen einteilt. Der Fallgruppe werden bestimmte Geld-Werte für Standard-Fälle (Basisfallwert) zugeordnet. Zur Berechnung der konkreten Fallpauschale fließen zusätzlich weitere Kriterien ein, wie beispielsweise die Hauptdiagnose, Nebendiagnose, Verweildauer, Behandlungsdauer, Alter und Geschlecht des Patienten. Das verwendete System in Deutschland ist G-DRG, in der Schweiz wird SwissDRG verwendet.
Da die Berechnung der Fallpauschale sehr kompliziert sein kann, wird dazu üblicherweise ein EDV-Programm (sogenannte Grouper-Software) verwendet.

## Kritik

### Strikte Abgrenzung zum Fallmanagement
Außer in dem gemeinsamen Wortbestandteil „Fall“ haben die Fallpauschalen mit dem Fallmanagement nichts gemein. Die Fallpauschalen erlauben keinen Eingriff in den laufenden Fall, sondern dienen allenfalls retrospektiv der Administration. Eine Prozesskostenerfassung ist meist völlig unbekannt, es fehlt damit die zeitnahe Transparenz der tatsächlichen Kosten im einzelnen Fall.

### Fehlende Kostentransparenz
Durch die Reduzierung der Abrechnung auf Fallpauschalen (DRG) in Major Diagnostic Categories (MDC) wird in der Regel die zeitnahe auf den Fall bezogene Erfassung der Prozesskosten zur Begründung einer authentischen Prozesskostenrechnung im deutschen Gesundheitswesen völlig vernachlässigt. Auch in anderen Ländern ist beispielsweise die originäre Intention mit der Definition der DRGs als Steuerungsinstrument für die wirtschaftliche Führung von Krankenhäusern verloren gegangen.
In fast allen deutschen Krankenhäusern in öffentlicher Trägerschaft werden die Prozesskosten durch Erhebung aus aufgelaufenen Stationskosten ermittelt. Daher fehlt der unmittelbare Indikator der Prozessqualität im Monitoring des einzelnen Falls. Ein Eingriff in die Prozessführung mit dem direkten Ziel optimaler Steuerung zu Gunsten des Leistungsträgers und des Kostenträgers bleibt daher weitgehend der manuellen Recherche überlassen.

### Verfälschung des Konzepts von Fetter, Thompson aus 1969
Das ursprüngliche Konzept der Erfinder der Fallpauschalen, Robert B. Fetter und John Devereaux Thompson, wird durch das seit 2003 bestehende System nicht abgebildet. Von der Idee der Steuerung von Entscheidungen ist außer einem System der Buchhaltung in der Praxis nichts übrig geblieben. Die vergangenen vier Dekaden haben nichts dazu beigetragen, das vorgeschlagene System weiterzuentwickeln. Stattdessen ist es mit den nun definierten langen Anpassungszyklen weitgehend verkümmert.
Diese Kritik gilt für Deutschland wie auch für die deutschsprachigen Nachbarländer Österreich und die Schweiz sowie für das Land der Vorlage, Australien.

### Deutscher Ärzte-Appell von 2019
Gut 2.800 Ärzte unterzeichneten in Deutschland einen Appell, der eine grundlegende Reform des Krankenhaussystems in Deutschland fordert: Das Fallpauschalensystem „bestraft den sparsamen Einsatz von invasiven Maßnahmen. Es bestraft Ärztinnen und Ärzte, die abwarten, beobachten und nachdenken, bevor sie handeln. Es bestraft auch Krankenhäuser. Je fleißiger sie am Patienten sparen, desto stärker sinkt die künftige Fallpauschale für vergleichbare Fälle.“
Folgende Forderungen stellen die Ärzte:
1. Das Fallpauschalensystem muss ersetzt oder zumindest grundlegend reformiert werden.
2. Die ökonomisch gesteuerte gefährliche Übertherapie sowie Unterversorgung von Patienten müssen gestoppt werden. Dabei bekennen wir uns zur Notwendigkeit wirtschaftlichen Handelns.
3. Der Staat muss Krankenhäuser dort planen und gut ausstatten, wo sie wirklich nötig sind. Das erfordert einen Masterplan und den Mut, mancherorts zwei oder drei Kliniken zu größeren, leistungsfähigeren und personell besser ausgestatteten Zentren zusammenzuführen.